# Буда-Кошелёвская (станция)
Буда-Кошелёвская (бел. Буда-Кашалёўская) — станция в городе Буда-Кошелёво Гомельской области Беларуси. В день через станцию проходят около 40 пассажирских поездов.

## Общая характеристика
На станции есть одноэтажный вокзал. Интерьер вокзала был недавно обновлён.
Эта станция — одна из самых больших в Гомельской области. Она находится в центре города и к ней легко добраться на автобусе.